# Білогорське
Білого́рське (рос. Белогорское, ерз. Белогорское) — село у складі Лямбірського району Мордовії, Росія. Входить до складу Атемарського сільського поселення.

## Населення
Населення — 54 особи (2010; 60 у 2002).
Національний склад (станом на 2002 рік):
- росіяни — 89 %